# Friderik III. Nemški
Friderik III.,  nemški cesar in kralj Prusije, * 18. oktober 1831, † 15. junij 1888.
Vladal je od marca do 15 junija 1888, ko je nenadoma umrl zaradi raka na pljučih. Poznan je bil po svojem liberalnem razmišljanju. Po njegovi smrti ga je na prestolu nadomestil Viljem II.

## Otroštvo
Friderik se je 18. oktobra 1888 kot sin pruskega kralja Viljema I. in Avguste Saxe-Weimar.
1. 1 2 3 4  Record #118535668 // Gemeinsame Normdatei — 2012—2016.
2. 1 2  SNAC — 2010.